# かきふらい
かきふらい（Kakifly、男性）は、日本の漫画家。代表作は『けいおん!』。

## 人物
京都府出身。2007年4月から2010年9月まで芳文社の『まんがタイムきらら』にて『けいおん!』を連載し、『まんがタイムきらら』2011年5月号から2012年7月号及び『まんがタイムきららキャラット』2011年6月号から2012年8月号まで毎月2誌の同時連載で『けいおん!』の連載を再開した。同作品は2度テレビアニメ化され、劇場版も公開された。
カバー折り返し写真のギターは、かきふらい自身のギターコレクションである。また、自身が左利きであることから『けいおん!』の秋山澪を左利きにしたと明かしている。苦手な食べ物として魚介類のカキを挙げていたが、後に食べられるようになった。
漫画家の大沖とは同人時代から交流があり、大沖が『けいおん!』単行本のあとがきに描き下ろしメッセージを寄稿したり、かきふらい自身も作品内に小物類などで大沖のキャラクターを登場させるなどのやり取りが行われている。

## 同人活動
初期にはTSF関連サイトで活動していた。その後サークル「海の幸定食」として二次創作活動を開始。『涼宮ハルヒの憂鬱』、『To Heart』、『スカッとゴルフ パンヤ』などの同人誌を描いており、アンソロジーコミックでは『マリア様がみてる』などを執筆。2009年頃から縮小運営中となっており、同人活動は行っていなかったが、2012年に『東方Project』のアレンジCDのジャケットイラスト制作によって活動を再開した。

## 作品リスト

### 漫画作品
- 『ToHeart2』のアンソロジー寄稿作品（『ToHeart2 アンソロジーコミック』2005年）
- けいおん！（『まんがタイムきらら』2007年5月号 - 2010年10月号・2011年5月号 - 2012年7月号、『まんがタイムきららキャラット』2008年4月号、8月号〈以上ゲスト掲載〉、10月号 - 2009年6月号〈隔月〉、9月号、10月号、2011年6月号 - 2012年8月号）
- 『ドージンワーク』のアンソロジー寄稿作品（『ドージンワーク アンソロジーコミック 1』2007年）
- けいおん!Shuffle（『まんがタイムきらら』2018年8月号 - 連載中）

### 書籍
- 『けいおん！』、芳文社〈まんがタイムKRコミックス〉2008年 - 2012年、全6巻
- 『けいおん!Shuffle』、芳文社〈まんがタイムKRコミックス〉、既刊3巻（2024年3月27日現在）

### その他
- ToHeart2 コミックアンソロジー 16（2007年）イラスト
- ひだまりスケッチ アンソロジーコミック 3（2008年）イラスト
- マジキュー4コマ CLANNAD 3（アンソロジーコミック、2008年）イラスト
- かなめも（テレビアニメ、2009年）第8話エンドカード
- 広島東洋カープ新聞広告（中国新聞、2013年2月1日付） - 広島東洋カープのファンである漫画家10人[注 1]による共作。
- ゆゆ式 ストーリーアンソロジーコミック 1（2013年）裏表紙イラスト
- ゆゆ式（テレビアニメ、2013年）第8話エンドカード
- きららファンタジア（ゲーム、2018年）キャラクターデザイン、監修
- 「カープ×漫画家」コラボレーション企画（カフェスタジアム直筆サイン展示、大型ビジョン映像）